# Distretto di Medjana
Il distretto di Medjana è un distretto della provincia di Bordj Bou Arreridj, in Algeria, con capoluogo Medjana.

## Comuni
Il distretto di Medjana comprende 4 comuni:
- Medjana
- El Achir
- Hasnaoua
- Teniet En-Nasr